# جزیره گیلیگن
جزیرهٔ گیلیگَن (به انگلیسی: Gilligan's Island) نام یک مجموعهٔ تلویزیونی کمدی موقعیت آمریکایی است که از سال ۱۹۶۴ تا ۱۹۶۷ میلادی، از شبکهٔ سی‌بی‌اس به روی آنتن رفت.
داستان این مجموعه دربارهٔ یک قایق تفریحی به نام «اس‌اس میدو»، دو خدمهٔ آن و تعدادی مسافر است که به قصدِ یک تورِ تفریحیِ سه‌ساعته، از هاوایی خارج می‌شوند، اما گرفتارِ یک تندباد دریایی شده و در حالی که قایق‌شان‌آسیب دیده، به یک جزیرهٔ ناشناخته در اقیانوس آرام می‌رسند.
این مجموعه تلویزیونی با موفقیت چشمگیری همراه بود و نقدهای خوبی دربارهٔ آن نوشته شد. امروزه در ایالات متحده آمریکا، کلمهٔ «گیلیگن» (نام شخصیت اصلی داستان) به یک نماد فرهنگی مبدل شده است.
در ایران نیز این مجموعهٔ تلویزیونی، در سال‌های ۱۳۵۰ تا ۱۳۵۱ خورشیدی، با دوبلهٔ فارسی، از تلویزیون ملی ایران پخش شد.